# 4328 Valina
4328 Valina è un asteroide della fascia principale. Scoperto nel 1982, presenta un'orbita caratterizzata da un semiasse maggiore pari a 2,3034290 UA e da un'eccentricità di 0,1735562, inclinata di 5,68872° rispetto all'eclittica.